# Турбаза «Хатинь Бор»
Турбаза «Хатинь Бор» — населённый пункт в Осташковском городском округе Тверской области.

## География
Находится в западной части Тверской области на расстоянии приблизительно 8 км на северо-запад по прямой от города Осташков на западном берегу озера Селигер в заливе Хотинье.  

## История
На карте 1939 года здесь был отмечен детский санаторий Хотинье. До 2017 года населённый пункт входил в Ботовское сельское поселение Осташковского района до их упразднения.

## Население
Численность населения не была учтена как в 2002 году, так и в 2010 году.